# Silvia Rodríguez González
Silvia Rodríguez González, quien como poeta firma Silvia Rodríguez, (Las Palmas de Gran Canaria, 1 de abril de 1970) es una poeta española.

## Trayectoria
Comienza a publicar sus poemas en los años 90 del pasado siglo y desde 2004, sus libros.
Entre otras antologías está incluida en 23 Pandoras: Poesía alternativa española (Baile del Sol, 2009), en Voces de Papel / A Miguel Hernández (Instituto Cervantes, Lyon, 2010), en Poesía Canaria Actual (La manzana poética, Córdoba,2016), en Abraço Atlântico (Funchal, 2020)  y en Poetas en un balcón que da al Mediterráneo (Publicaciones de la Casa de Poesía de Marruecos, 2025).
Además cuenta con poemas en los libros de poesía La fiesta innombrable (Baile del Sol, 2009) y Las bocas del agua (Colección Baños del Carmen, Ediciones Vitruvio, 2014).
Ha intervenido en los Festivales Internacionales de Poesía de Génova (2005) y de La Habana (2008 y 2009), en el Programa Literario de Otoño de Ginebra en 2009 y en el II Festival Internacional de Poesía Poetas en Mayo en Vitoria en 2014.
Ha editado poemas en revistas como La porte des poetes, Ficciones, Turia, Piedra del molino, Mundo Hispánico, Telegráfica, 21 versos, Uj Forras, OPUS, Fraktal o Librújula. Poemas suyos han sido traducidos al italiano, al húngaro, al eslovaco, al inglés y al árabe.
Formó parte del consejo de redacción de la revista grancanaria de cultura Contemporánea y es colaboradora de la revista de cultura Mundo Hispánico en Suiza y de la revista digital  Trasdemar de Literaturas Insulares.
Su libro Provincia del dolor ha sido incluido en la Biblioteca Básica Canaria, que edita el Gobierno de Canarias con el fin de poner en valor y visibilizar la literatura creada por escritoras canarias.

## Reconocimientos
En 2018, se hizo con el Premio ex aequo en el XXIV certamen de poesía María del Villar de Tafalla, que convoca la Fundación María del Villar Berruezo de Navarra, en honor de la bailarina y escritora María del Villar Berruezo de Mateo, por su poemario Marabulla. El premio fue compartido con la escritora argentina Patricia Severín.
En 2024, gana el Premio de poesía Pedro García Cabrera, certamen organizado por la Fundación CajaCanarias en Tenerife, con la obra La desnuda raíz de la rosa. 

## Obras
- 2004, Rojo Caramelo, Editorial Alharafishedita.
- 2005, El ojo de Londres  El Museo Canario, ISBN 978-84-89842-19-9.
- 2007, Casa Banana, Colección Poesía Gabinete Literario, ISBN 978-84-611-5577-4.
- 2008, Shatabdi Express, Editorial Baile del Sol, ISBN 978-84-96687-77-6.[20]
- 2009, Bloc de notas, Ediciones Idea, ISBN 978-84-8382-820-5.
- 2013, Departamento en Quito, Ediciones La Palma, ISBN 978-84-95037-75-6.[21]
- 2015, Ciudad Calima, Ediciones Tragacanto, ISBN 978-84-943722-2-3.
- 2016, Las princesas no tienen nombre, Editorial Maclein y Parker, ISBN 978-84-946586-1-7.[22][23]
- 2018, Padresueño, Ediciones Tragacanto, ISBN 978-84-943722-7-8.
- 2019, Marabulla (Premio Internacional de Poesía María del Villar 2018), ISBN 978-84-95173-36-2.
- 2020, Provincia del dolor, Colección Biblioteca Básica Canaria. Gobierno de Canarias. ISBN: 978-84-7947-753-0.[24][25]
- 2021, Marabulla, Nectarina Editorial-Colección Libellus, ISBN  9788412315035.[26]
- 2021, Marabulla, Colección Rosa de los vientos. Editorial Palabrava, Santa Fe, República  Argentina. ISBN 978-987-4156-32-7[27][28]
- 2025, La desnuda raíz de la rosa. Premio de Poesía Pedro García Cabrera. [29]